# 馬皮里
馬皮里是玻利維亞的城鎮，位於該國西部，由拉巴斯省負責管轄，距離首府拉巴斯328公里，海拔高度635米，每年平均降雨量1,400毫米，2012年人口2,883。

## 外部連結
- Instituto Nacional de Estadistica de Bolivia

15°18′35″S 68°12′58″W / 15.3097°S 68.2161°W